# Marquesado de Ovando
El marquesado de Ovando (en italiano: marchesato di Ovando), a veces reseñado Obando, originariamente marquesado de Castel-Brindisi (en italiano: marchesato di Castel-Brindisi), a veces reseñado Castell-Bríndisi o Castell Bríndisi, es un título nobiliario de Nápoles, después de las Dos Sicilias, creado el 13 de septiembre de 1734 por el rey Carlos VII de Nápoles, a favor de Francisco José de Ovando y Solís Rol de la Cerda.

## Denominación
Su nombre hizo referencia al castillo de la antigua ciudad de Bríndisi, hoy en la región de Apulia. A petición propia, se transformó el título sobre su apellido, título que le fue despachado en Nápoles el 18 de octubre de 1734.

## Armas
Escudo de los de la Cerda colocado sobre el escudo de los de Solís.

## Marqueses de Ovando
|                                                                                  | Titular                                                    | Periodo                                            |
| Título de Nápoles Creado por Carlos VII de Nápoles                               | Título de Nápoles Creado por Carlos VII de Nápoles         | Título de Nápoles Creado por Carlos VII de Nápoles |
| -------------------------------------------------------------------------------- | ---------------------------------------------------------- | -------------------------------------------------- |
| I                                                                                | Francisco José de Ovando y Solís Rol de la Cerda           | 1734-1755                                          |
| II                                                                               | José Francisco de Ovando Solís y Ribadeneyra               | 1755-1795                                          |
| III                                                                              | Vicente Mariano de Ovando Solís y Perero                   | 1795-1816                                          |
| Título de las Dos Sicilias                                                       |                                                            |                                                    |
| III                                                                              | Vicente Mariano de Ovando Solís y Perero                   | 1816-1864                                          |
| Rehabilitación como título de las Dos Sicilias por Carlos de Borbón-Dos Sicilias |                                                            |                                                    |
| IV                                                                               | Fernando de Castro Pereira Mouzinho de Albuquerque e Cunha | 1982-1982                                          |
| V                                                                                | Ana Mécia Barroso e Cunha Mouzinho de Albuquerque          | 1982-actual titular                                |

## Historia de los marqueses de Ovando
- Francisco José de Ovando y Solís Rol de la Cerda (Cáceres, bautizado en San Mateo, Cáceres, el 3 de octubre de 1693 - Galeón de Manila, costa de Acapulco, Virreinato de Nueva España, 9 de diciembre de 1755), I marqués de Castell-Bríndisi luego I marqués de Ovando, hijo de Pedro Mateo de Ovando y Rol y de su esposa Lucrecia de Solís y de la Cerda. Fue hermano más nuevo de Alonso Pablo de Ovando y Solís Rol de la Cerda[2] y primo hermano de Alonso Nicolás de Ovando y Solís Herrera y Aldama (Cáceres, 7 de julio de 1692 – Bolonia, 24 de febrero de 1743), I marqués del Reino el 6 de diciembre de 1734, los cuales ambos tienen trayectorias muy parecidas (alistados muy jóvenes en la Guerra de Sucesión y participantes en la campaña de Nápoles). Nieto paterno de Diego Antonio de Ovando y Cáceres (bautizado el 29 de abril de 1610 - ?), hermano más nuevo de Marina y Juana, caballero de la Orden de Santiago, elector en Villanueva de la Serena en 1646, noble en Cáceres en 1651, y de su esposa (Villanueva de la Serena, 2 de agosto de 1644) Catalina de Herrera (Villanueva de la Serena, bautizada el 24 de septiembre de 1627 - ?), que testó en Cáceres el 2 de junio de 1698 ante Juan Sánchez del Pozo; nieto materno de Alonso de Solís (Jadraque, bautizado el 4 de noviembre de 1639 - ?), caballero de la Orden de Calatrava, noble en Cáceres en 1668 y 1681, diputado en Cáceres en 1682, que testó en Cáceres el 5 de noviembre de 1686 ante Juan Sánchez del Pozo, hermano de Gutierre de Solís, caballero de la Orden de Alcántara, y de su esposa (vellados en Cáceres, 1 de marzo de 1666) Magdalena de Aldama (Cáceres, bautizada el 7 de noviembre de 1637 - ?), viuda hijodalga en Cáceres en 1687, hermana de Fernando de Aldama, caballero de la Orden de Alcántara, padres de Gutierre Domingo, Alonso Jacinto, Lucrecia María, Francisca María, Leonor María, María de la Natividad y Ana Paula; biznieto paterno paterno de Juan Antonio de Ovando, hijo de Francisco de Ovando (trisnieto por varonía de Fernán Blázquez de Cáceres y Mogollón, que otorgó testamento en Cáceres en 1443, y de su esposa Leonor Alfon de Ovando, abuelos paternos de Nicolás de Ovando y Cáceres) y de su esposa Marina de Monroy, que testó en Cáceres el 28 de octubre de 1615, y de su esposa (Cáceres, 30 de octubre de 1615) Juana de los Ríos, siendo soltera, hija de Diego de los Ríos y de su esposa Águeda González, padres de Diego Antonio; biznieto paterno materno de Juan Sánchez de Herrera, alcalde de la Santa Hermandad en 1646 y 1647, regidor perpetuo de Villanueva de la Serena, que testó en Villanueva de la Serena el 28 de octubre de 1642 ante Juan Ruiz Carrasco, y de su esposa Catalina Velázquez, padres de Juan y Catalina; biznieto materno paterno de Gutierre Luis de Solís, caballero de la Orden de Alcántara, hijo de Gutierre de Solís y Ovando y de su esposa Violante de Carvajal, que testó en Madrid el 15 de diciembre de 1651 ante Agustín de Montoya, y de su esposa (Cáceres, 29 de enero de 1636) Lucrecia de Perero y Ulloa, hija de Alonso de Perero y de su esposa Teresa de Ulloa, padres de Gutierre, Alonso, Michael, Violante, Isabel, Teresa y Mariana; biznieto materno materno de Alonso de Aldama, caballero de la Orden de Alcántara, diputado en Cáceres en 1649, que testó en Cáceres el 9 de julio de 1660 ante Gonzalo de Aldama y Ulloa, y de su esposa (vellados en Cáceres, 15 de enero de 1635) Francisca de Chaves, padres de Álvaro, Fernando, Isabel y Juana.[3]

Casó por poderes en Puebla de los Ángeles, Virreinato de Nueva España, el 27 de abril de 1749 con su pariente María Bárbara de Ovando y Ribadeneyra. Le sucedió su hijo:
- José Francisco de Ovando Solís y Ribadeneyra o José Francisco de Ovando y Solís (navío Nuestra Señora del Rosario, mar del Sur, 1750 - 1795), II marqués de Ovando, ingresó en el Seminario de Nobles de Madrid, conseguío por medio del paisano Nicolás de Carvajal y Lancaster, ? marqués de Sarriá, un puesto de cadete de las Reales Guardias de Infantería Española cuando aún no había dejado el Seminario el 21 de junio de 1764, ya era capitán dos años después a los 15 años de edad, sin cumplir los 16, tomando el mando de una Compañía del Regimiento de la Princesa y luego del Regimiento de Saboya n.° 3; declarado mayor de edad, se embarcó en un largo viaje de tres años por las cortes europeas en compañía del capitán de su Regimiento Manuel Villalta, se reincorporó a tiempo para participar en el intento de tomar Argel en 1775, donde fue ascendido a teniente coronel del Regimiento de Saboya n.° 3, pasando en 1776 a sargento mayor del Regimiento de la Princesa; la autorización para levantar a su costa un regimiento y conseguir así su ascenso a coronel le fue denegada; participó en el asedio de Gibraltar, pero tampoco consiguió su ascenso y, ofendido, solicitó el retiro en 1785; quizá fue su salud precaria la que le hizo permanecer soltero y no tomarse con demasiado interés la carrera militar. Soltero y sin descendencia. Le sucedió su sobrino nieto paterno:

- Vicente Mariano de Ovando Solís y Perero o Vicente Mariano de Ovando y Perero (Cáceres, 25 de agosto de 1778 - Turín, 21 de enero de 1864), III marqués de Ovando, hijo de Pedro Manuel de Ovando y Maraver, alférez mayor y regidor perpetuo de Cáceres, y de su segunda esposa María de Jesús de Perero y Aponte, nieto paterno de Alonso Pablo de Ovando y Solís Rol de la Cerda, hijo más viejo, cadete en el Ejército en 1710, en 1717 se le forma asiento en la Armada embarcando en marzo de 1718, e intervino en el sitio de Cartagena de Indias, ascendiendo a jefe de Escuadra en 1743, heredero del marquesado de Castell-Bríndisi luego marquesado de Ovando, casado (Jerez de los Caballeros, San Bartolomé, 8 de septiembre de 1720) con Beatriz de Godoy y Ponce de León (bau. Mérida, Santa María Mayor, 26 de diciembre de 1683 - ?), que se llamó como su abuela paterna pero se casó con los apellidos Maraver y Vera, hija de Andrés Antonio Maraver de Guevara y Godoy o Andrés Maraver de Guevara y de su esposa Ana Leonor María de Vera y de Alburquerque Zúñiga y Fajardo o Ana María de Vera Alburquerque y Fajardo o de Vera y Alburquerque o de Vera Alburquerque, hija de la VI marquesa de Espinardo, rico hacendado que en varias ocasiones fue regidor y después regidor perpetuo de la villa de Cáceres, que en la Guerra de la Independencia tomó parte en la reunión en la que se formó la Junta de Cáceres, aunque inmediatamente se incorporó al Ejército, tomando parte en las acciones del Puente de Almaraz, en 1812 era regidor decano y presidente del Ayuntamiento de Cáceres, y aunque realizó gestiones en 1817 para transformar su título en título de Castilla, no consiguió su propósito, Comandante del Batallón de Voluntarios Realistas de Cáceres, marchando hasta Madrid, siendo nombrado gentilhombre de Cámara de Su Majestad Fernando VII en 1824, con destino al servicio de los hijos del infante Carlos, que a la muerte del monarca el 29 de septiembre de 1833 abrazó la causa del infante "Carlos V", convirtiéndose en un significado carlista, y se dice que fue el último varón cacereño que llevó el apellido de Ovando como servidor fiel de "Carlos V", al que siguió en las horas de desgracia, y quando los ejércitos liberales afirmaron la corona hispana en las sienes de Isabel II tras el Abrazo de Vergara en Oñate el 31 de agosto de 1839, decidió emigrar a Italia, donde contrayó matrimonio ya sexagenario en 1854 con Benedetta Radicatti e Primeglio, hija de los condes Radicatti, sin descendencia, y en cuyo país tuvo conocimiento de la Congregación de los Misioneros de la Preciosa Sangre, institución de gran prestigio por aquellas fechas debido al testimonio evangélico y misional de sus miembros a lo largo de todo el territorio italiano y, profundamente conmovido por la labor de aquellos sacerdotes, hizo testamento en 1856 a favor de la referida Congregación legándoles gran parte de su fortuna, entre la cual se encontraban la Casa del Sol y la Casa de la Cuesta de la Compañía con la finalidad de que se estableciera "un Instituto del PP. Misioneros del Búfalo (...) si llegara el caso que no haya dificultad que esta asociación o Instituto se funde como Comunidad Religiosa perpetua es mi voluntad hacerles entera y absoluta donación de todos los bienes y rentas durante su existencia.".

El título fue rehabilitado nel defuncto reino de las Dos Sicilias por su pretendiente Carlos de Borbón-Dos Sicilias, con la designación de marquesado de Bríndis, confirmado por el Jefe de la Casa Real por Diploma de fecha desconocida de 1982 y Carta de Confirmación y Registro del mayordomo-mayor de la Casa Real de fecha desconocida de 1982, en:
- Fernando de Castro Pereira Mouzinho de Albuquerque e Cunha (Vila Nova de Famalicão, Vila Nova de Famalicão, 23 de Julho de 1908 - Cascais, Cascais, 14 de noviembre de 1997), IV marqués de Bríndis (fecha desconocida de 1982), XII marqués de San Leonardo (fecha desconocida de 1982).[1]

Casó primera vez con Maria Beatriz da Silva Amorim (Porto, Bonfim, 23 de diciembre de 1911 - ?), divorciados en fecha desconocida de 1938, de la cual tuvo una hija, casada y con descendencia, casó segunda vez, divorciados, sin descendencia, y casó tercera vez civilmente y después religiosamente con Maria Angelina Gonçalves Barroso (14 de febrero de 1940), de la cual tuvo una hija. Le sucedió por cesión notarial de 23 de junio de 1982 esa misma hija:
- Ana Mécia Barroso e Cunha Mouzinho de Albuquerque (Cascais, Cascais, 11 de octubre de 1970), V marquesa de Brindis (23 de junio de 1982).[1]

Casó con Dimitri Fatouros, de nacionalidad griega, de lo cual tuvo dos hijos.